# Paul Urtin
Paul Urtin, né le 12 juillet 1874 à Grenoble et mort le 8 mai 1962 à Paris, est un peintre français.

## Biographie
Paul-François-Marie Urtin naît le 12 juillet 1874 à Grenoble. Doué dans sa jeunesse pour l'art pictural, il est l'élève, dans sa ville natale, de Tancrède Bastet. Après avoir achevé ses études classiques, il entre à l'École des beaux-arts de Paris dans l'atelier de Gustave Moreau. Il est aussi élève de François Guiguet,.
Paul Urtin est rapidement apprécié pour des toiles de genres divers, notamment pour ses études de montagnes et de paysages alpestres comme La Meije, les Glaciers vus des prairies du Lautaret, Bergerie dans le Lautaret, Effet de pluie sur le torrent de la Romanche, Montagnes de la Chartreuse vues de la vallée du Grésivaudan, la Roche Méane, les Pics d'Arsine, Étable à vache dans les Alpes par un temps gris, etc. Il peint des études d'intérieur et des portraits tels que Femme travaillant devant sa fenêtre, Partie de Jacquet, Portrait de l'auteur, Vieillard, Portraits de Mme B…, Portraits de M. et Mme C…, Portrait de M. P. T…, etc. Il compose des paysages divers comme Crépuscule à Villeneuve-sur-Lot, Étude dans la Drôme, plusieurs paysages des environs de Grenoble, Dernier jour d'hiver en Dauphiné. Cette dernière toile, exposée au Salon de la Société nationale des beaux-arts à Paris en 1899, et en Allemagne, est l'objet de citations particulièrement flatteuses de la presse artistique, notamment de la Chroniques des Arts et de Curiosité, supplément de la Gazette des Beaux-Arts. En 1899, l'artiste envoie plusieurs toiles au Salon de la Société des amis des Arts de Grenoble, où elles sont très remarquées.
Selon Charles-Emmanuel Curinier, « Les œuvres de Paul Urtin sont dignes de retenir l'attention […] Elles attestent un artiste original et primesautier, possédant un talent consciencieux et souple. »
En 1903, au Salon d'automne, il expose Femme fouillant dans un tiroir, au Salon de 1928 : La Commode de Hache et La Poudreuse de Hache, et Des reflets dans une vitrine à l'Exposition universelle de 1937.
Paul Urtin meurt le 8 mai 1962 à Paris.

## Récompenses
- Médaille d'argent[3].